# 1698 год в науке
В 1698 году произошли различные научные и технологические события, некоторые из которых представлены ниже.

## Публикации
- Посмертно издан научно-философский трактат Христиана Гюйгенса «Cosmotheoros, sive de terris coelestibus, earumque ornatu, conjecturae, essai de système du monde». В нём он обсуждает структуру Вселенной и возможность внеземной жизни на других планетах Солнечной системы. Книга вызвала живой интерес, была переведена с латыни на английский, голландский, французский, немецкий, русский (1717) и шведский[1].
- Французский ботаник Жозеф Питтон де Турнефор опубликовал «Историю растений, произрастающих в окрестностях Парижа» (Histoire des plantes qui naissent aux environs de Paris).

## События
- 25 июля — английский инженер Томас Севери получил патент на «огневой двигатель» — паровой шахтный насос, один из практически пригодных предшественников универсальной паровой машины[2].
- Итальянец Бартоломео Кристофори сконструировал новую модель клавесина, которую назвал «фортепиано»  (итал. gravicembalo col piano e forte, то есть «клавесин с тихим и громким звуком»).

## Родились
См. также: Категория:Родившиеся в 1698 году
- 1 февраля — Колин Маклорен, шотландский математик (умер в 1746 году).
- 16 февраля — Пьер Бугер, французский математик, физик и гидрограф, отец «корабельной архитектуры» (умер в 1758 году).
- 26 марта — Прокоп Дивиш, чешский естествоиспытатель, исследователь электричества, один из изобретателей громоотвода (умер в 1765 году).
- 17 июля — Пьер Луи де Мопертюи, французский учёный-универсал и философ, автор «принципа наименьшего действия» (умер в 1759 году).
- 14 сентября — Шарль Франсуа Дюфе, французский физик, который открыл два вида электрического заряда, названные позднее положительным и отрицательным (умер в 1739 году).
- (дата неизвестна) — Бернар Форест де Белидор, французский военный инженер и изобретатель (умер в 1761 году).

## Скончались
См. также: Категория:Умершие в 1698 году
- 18 июля — Карло Ренальдини, итальянский физик, математик и изобретатель (род. в 1615 году).
- 4 ноября — Расмус Бартолин, датский учёный-универсал, открывший двойное лучепреломление (род. в 1625 году).